# François Traucat
François Traucat ou Le Traucat (fl. 1550-1600) est un jardinier protestant de Nîmes de la deuxième moitié du XVIe siècle et qui fut à l’origine, avec Olivier de Serres et sous l'impulsion éminente de Barthélemy de Laffemas, du développement intensif du mûrier dans son diocèse et a fortiori dans le Midi de la France. Il contribua à animer une activité textile très prisée, qui passa "d'industrie de divertissement" à une véritable stratégie de réforme économique, donnant au passage un nouveau souffle aux trahandiers (ouvriers tireurs de soie) méridionaux.  

## Biographie

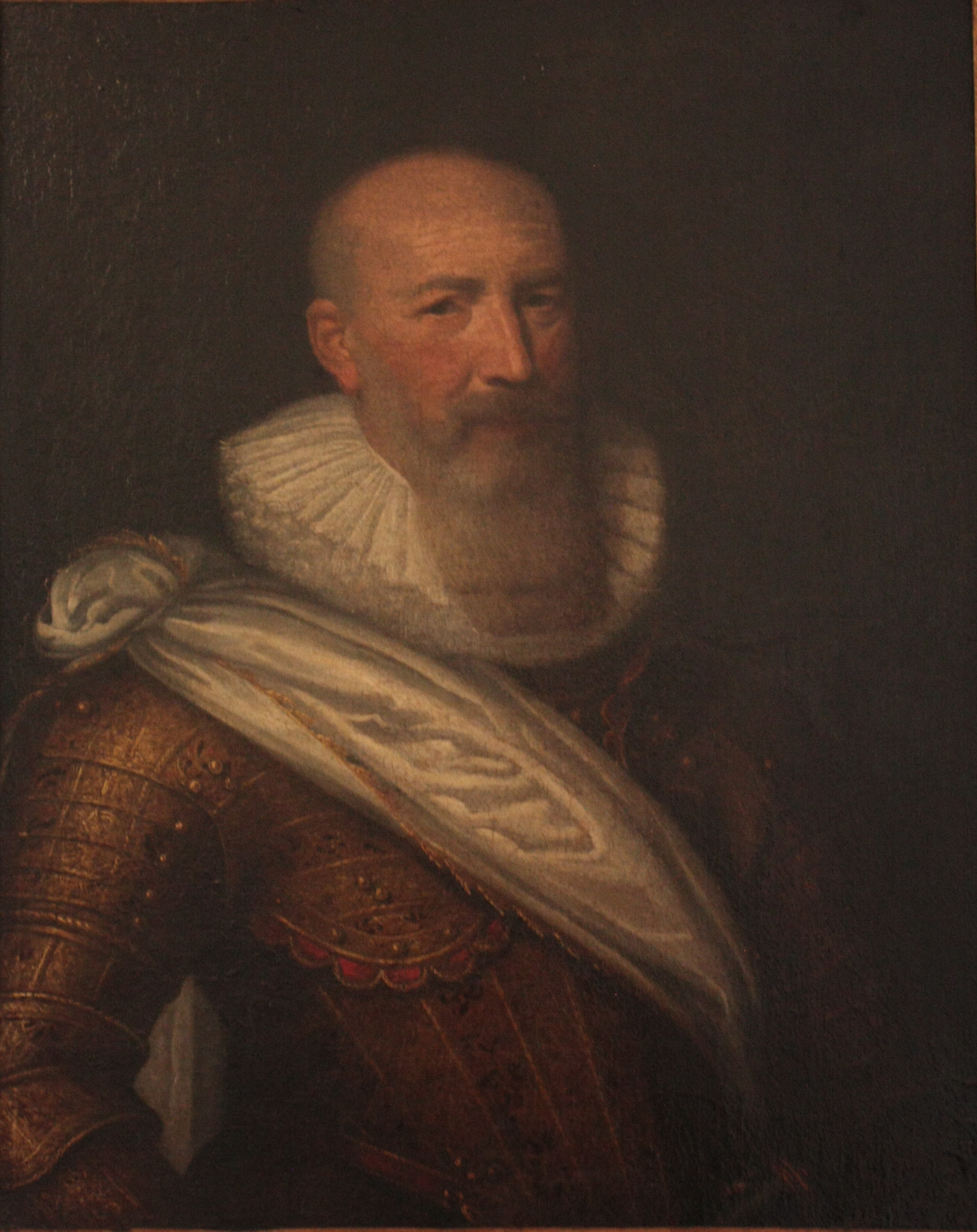
Maximilien de Béthune, baron de Rosny et duc de Sully (1559-1641), premier ministre d'Henri IV dès 1596, s'opposa avec acharnement au développement prioritaire d'une industrie jugée superficielle et génératrice d'une « France qui n'est pas faite pour [les] colifichets ».

### Traucat et le mûrier blanc
Grosse consommatrice de soie, la France du début du XVIIe siècle cherche à rétablir sa balance commerciale par la mise en pratique des thèses d'Antoine de Montchrestien, et les efforts de François Traucat pour dynamiser son pays natal dans l'industrie du textile de luxe s'inscrivent dans un mouvement plus large de reprise en main des productions par l'apport de capitaux étrangers : expéditions De Champlain pour le commerce colonial des fourrures, fondation de la compagnie de la Nouvelle-France en 1628, attention portée aux Antilles avec les chasses du capitaine Le Nambuc, manufacture des Gobelins à Paris en 1601...    
À partir de 1554 et jusque vers 1606, le nîmois fait planter quatre millions de mûriers en Provence et en Bas-Languedoc,, Bagnols et Le Vigan étant les mieux pourvues, et fait paraître à ce propos le Discours abrégé, tant sur les vertus et propriétés des mûriers tant blancs que noirs [...]  en 1606. La question de l'indépendance du zèle de Traucat, dès le règne de Charles IX, n'est pas claire. Mais finalement, le panégyrique de 1606 est complété par son offre faite aux généralités d'Orléans, Tours, Paris et Lyon d'y répartir vingt millions de mûriers. La tentative de réduire la distance entre la matière première et le lieu de transformation marque l'économie de la région pour plus de deux siècles. Grâce à ses travaux, le tisserand Antoine Sudre fait édifier le premier moulin à soie de Nîmes en 1610 et les frères toscans Antoine et Loïs Bonfa développent une manufacture de velours dans la région, en lien avec les foires de Beaucaire. De fait, Traucat profita des lettres patentes de 1601 et du mandement royal du 7 décembre 1602 qui établissait un contrat entre des entrepreneurs de la soie et la couronne, dans le but avoué de faire fleurir les magnaneries sur tout le territoire.  

### L'affaire de la Tour Magne
En 1601, il demanda au roi Henri IV l'autorisation d'organiser des fouilles pour chercher en vain un trésor dans la Tour Magne à Nîmes, autorisation qui lui fut donnée par lettres patentes le 22 mai et qu'il exploita le jour de la fête de Marie : « Traucat se ruina en cherchant des trésors sous la Tour Magne, et enrichit la France en dotant le midi de la riche plantation du mûrier »,,. 

« Le jardinier François Traucat avait quelque notoriété : on lui devait l'introduction du mûrier en France. Un malheureux hasard mit sous ses yeux une prophétie de Nostradamus qui hanta sa cervelle. Le célèbre astrologue prédisait qu'un jardinier, natif de la ville, trouverait quelque part un coq d'or enterré. « Pourquoi ne serais-je pas cet heureux mortel ? » pensa notre homme. »

— Émile Ségui, Histoire de trésors nîmois